# Daniel Bernhardsson
Daniel Bernhardsson, född 31 januari 1978, är en svensk före detta fotbollsspelare från Årsunda. Hans främsta position var högerback men han spelade även mittfältare under sin tid i Gefle IF.
Bernhardsson bar kaptensbindeln i Gefle IF. Han har tre barn, Ida Bernhardsson, Emeli Bernhardsson och Dennis Bernhardsson.
Parallellt med fotbollskarriären arbetade han som bonde. Efter säsongen 2013 avslutade Bernhardsson sin fotbollskarriär och lät meddela att han skulle fokusera på ett liv som köttbonde. Under sin karriär spelade han totalt 14 säsonger för Gefle IF.

## Spelarkarriär
| År    | Klubb | Div | Ma  | Mål | Ass | Varn |
| ----- | ----- | --- | --- | --- | --- | ---- |
| 1999  | GHIF  | III | –   | –   | –   | –    |
| 2000  | GIF   | II  | 20  | 6   | –   | –    |
| 2001  | GIF   | SE  | 29  | 4   | 3   | 2    |
| 2002  | GIF   | SE  | 24  | 5   | 1   | 1    |
| 2003  | GIF   | SE  | 25  | 1   | 1   | 2    |
| 2004  | GIF   | SE  | 30  | 9   | 2   | 2    |
| 2005  | GIF   | A   | 25  | 8   | 2   | 4    |
| 2006  | GIF   | A   | 24  | 1   | 0   | 4    |
| 2007  | GIF   | A   | 25  | 3   | 3   | 3    |
| 2008  | GIF   | A   | 30  | 2   | 3   | 1    |
| 2009  | GIF   | A   | 30  | 0   | 0   | 2    |
| 2010  | GIF   | A   | 14  | 0   | 0   | 0    |
| 05-10 | GIF   | A   | 148 | 14  | 8   | 14   |

Siffrorna aktuella under VM-uppehållet 2010